# Thirsk
Thirsk je město ve Spojeném království Velké Británie a Severního Irska, v hrabství Severní Yorkshire. Malé obchodnické město se proslavilo především díky spisovateli Jamesi Alfredu Wightovi, známému pod uměleckým pseudonymem James Herriot, který zde po většinu života žil, pracoval nejprve ve veterinární praxi Donalda Sinclaira (v knihách Jamese Herriota pod jménem Siegfried Farnon), poté si zde zřídil vlastní ordinaci a zde také žil až do své smrti v roce 1995. Je zmiňováno i v Panství Downton. Ve středověku se ve městě rozvinul obchod, díky němuž začalo město vzkvétat a byly zde postaveny například tržní náměstí či kostel sv. Marie z 15. století, ve kterém se 5. listopadu 1941 James Herriot oženil s Joan Danbury  (v českých překladech Herriotových knih Helena).

## Fotografie

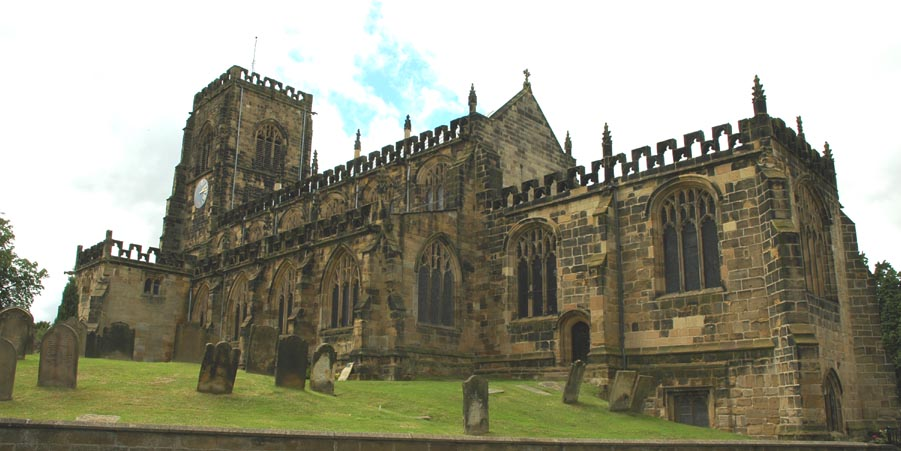
Kostel sv. Marie
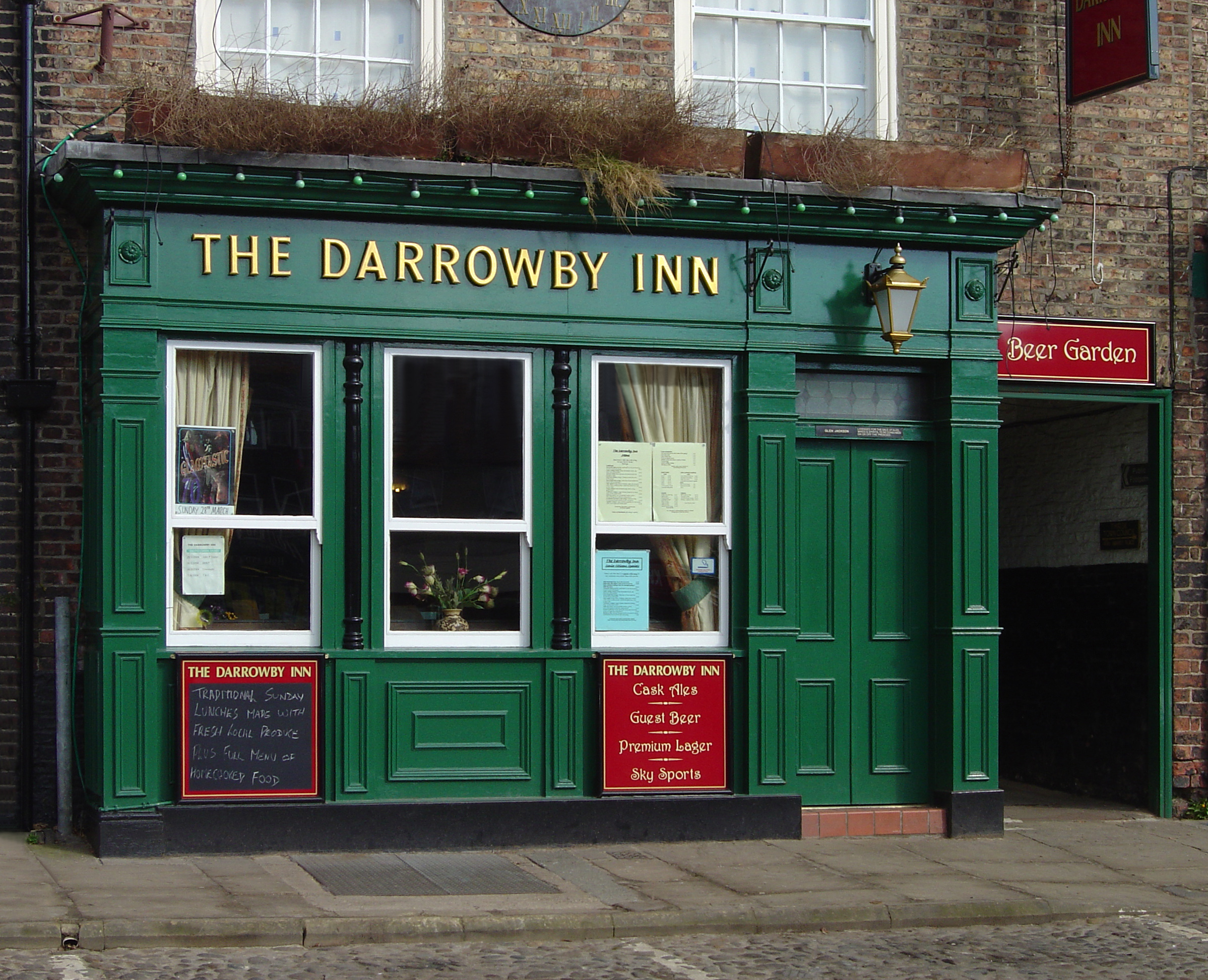
Restaurace Darrowby Inn
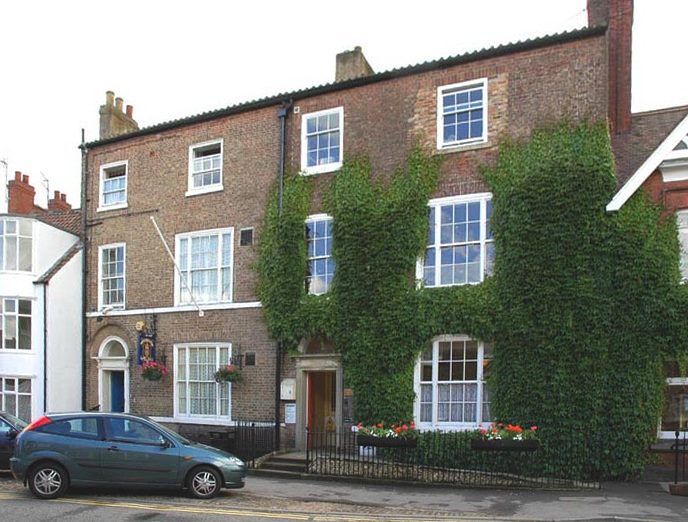
Dům Jamese Herriota
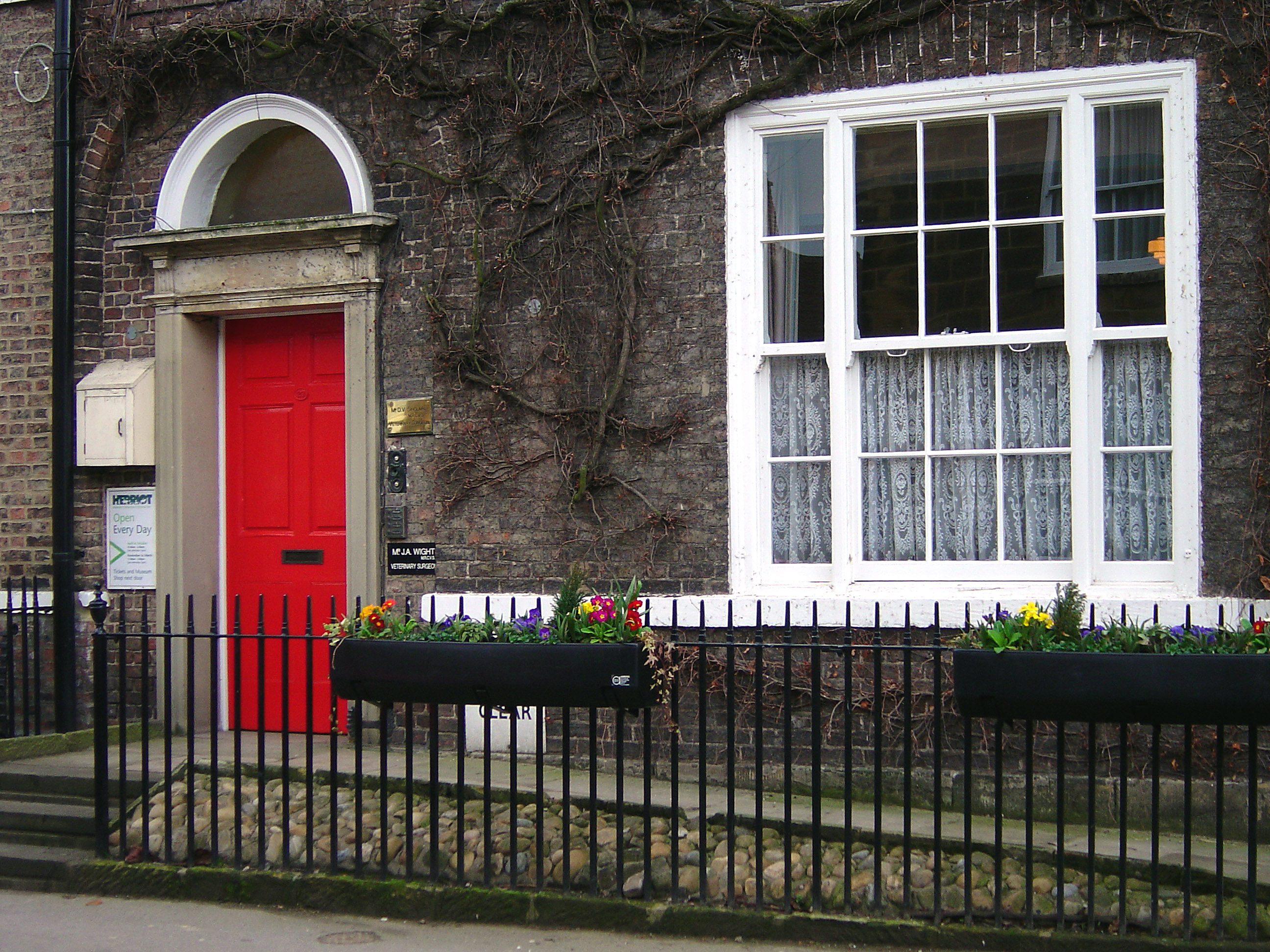
Veterinární praxe Jamese Herriota, dnes muzeum věnované jeho osobě